# كيتا (طوكيو)
كيتا (باليابانية:  北区 كيتا-كو) وتعني «حي كيتا» هو أحد أحياء طوكيو ال 23. يعني اسم الحي «الحي الشمالي» حيث يقع في شمال مركز العاصمة.

## جغرافيا
يقع حي كيتا في شمال منطقة أحياء طوكيو، محاطاً من الشمال بمحافظة سايتاما. وأحياء أداتشي، أراكاوا، إيتاباشي، بونكيو، توشيما. 

## تاريخ
تم تأسيس الحي في 15 مارس 1947.

## أعلام
- ميستو تسوكاهارا
- كيوكو فوكادا
- كيوشي كوداما
- ماساهيرو يامادا
- تاكاهيرو تاغوشي

## مواقع خارجية
- الموقع الرسمي لمدينة كيتا باللغة الإنجليزية